# Románia községei

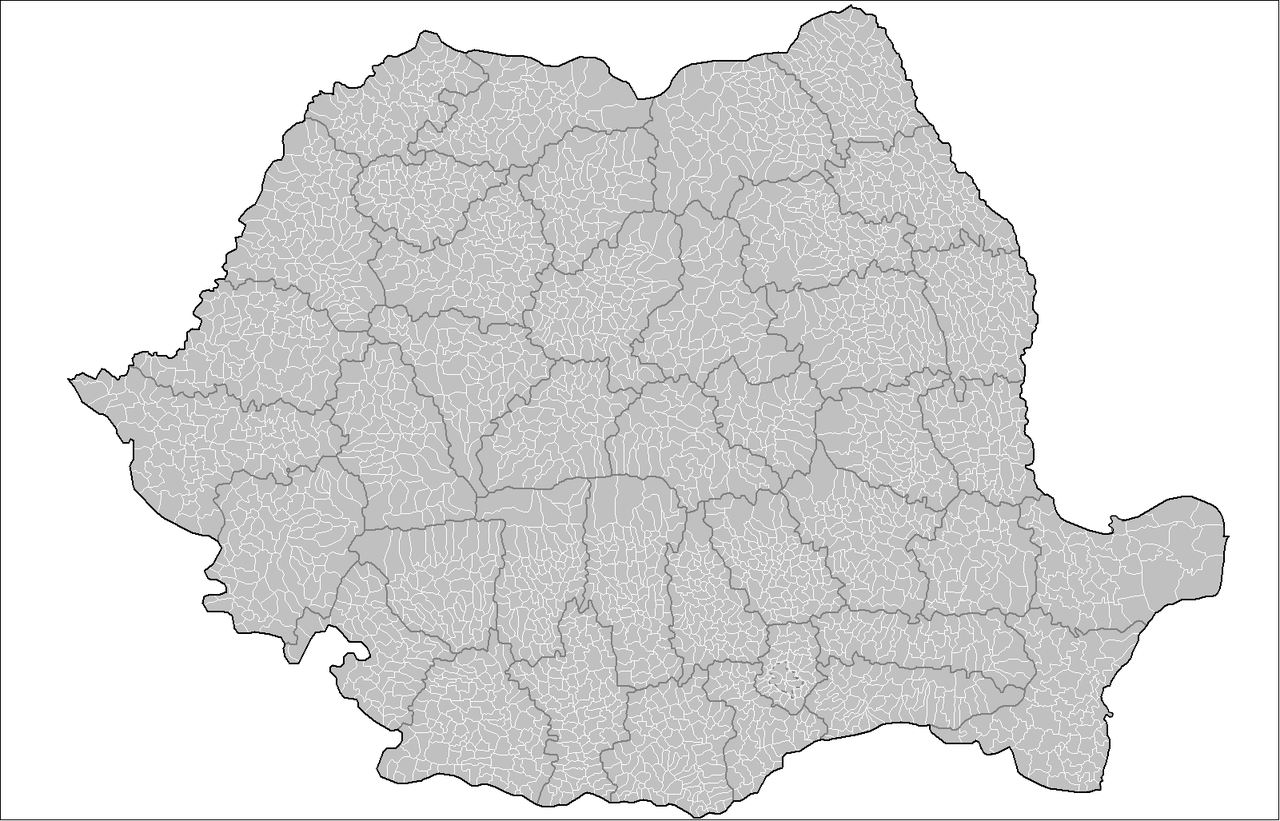
Románia községei

Romániában a község (románul comună) a falusi települések helyi közigazgatási és önkormányzati egysége. Magyarországhoz hasonlóan Romániában is különbséget tesznek városok és községek között. Eltér azonban a romániai község a magyarországitól abban, hogy általában több falut fog össze, esetenként akár több tucatnyit is. E sajátosságok alapján a romániai községek rendszere leginkább a horvátországihoz hasonlítható.
A jelenleg is fennálló közigazgatási rendszert 1950-ben vezették be. Ekkor a több mint 10 ezer romániai települést kb. négyezer községgé és várossá vonták össze oly módon, hogy az így keletkezett községek lakossága és területe lehetőleg hasonló (néhány ezer fős) nagyságú legyen. Számos esetben majdnem tucatnyi településből jött létre egy község (pl. Nyárádszereda, Homoródszentmárton), az aprófalvas hegyvidékeken (pl. Fehér vagy Krassó-Szörény megyében) pedig egy község akár harmincnál több faluból is összetevődhetett. Így a jelenkori Erdély területén található mintegy 1100 községhez és városhoz a több mint 5000 település tartozik.
Romániában 2007. július 1-jén 2854 község volt, melyekhez összesen 12 483 falu tartozott. Ezek megoszlása az 1992. évi népszámlálás népességadata szerint az alábbi táblázatban látható.
| Községek osztályozása lakosság alapján | Községek száma | Népesség  |
| -------------------------------------- | -------------- | --------- |
| 1000 lakos alatt                       | 35             | 26 725    |
| 1000 - 2999 lakos között               | 1285           | 2 782 220 |
| 3000 - 4999 lakos között               | 1062           | 4 069 165 |
| 5000 - 6999 lakos között               | 340            | 1 958 503 |
| 7000 - 9999 lakos között               | 113            | 906 241   |
| 10 000 lakostól                        | 17             | 188 457   |
| Összesen                               | 2854           | 9 931 311 |